# 南卡龐博尼圖
南卡龐博尼圖（葡萄牙語：Capão Bonito do Sul）是一個位於巴西南部南大河州的一個市鎮。。

## 歷史
1996年4月18日，南卡龐博尼圖成立。市鎮由市中心和巴雷圖斯區（Distrito de Barretos）組成。

## 人口
根據巴西地理統計局於2018年的估計，南卡龐博尼圖共有1,668人，面積527.119平方公里，平均人口密度為3.16人/km2。